# Sennori
Sennori (en sard Sènnaru) és un municipi italià, situat a la regió de Sardenya i a la província de Sàsser. L'any 2007 tenia 7.365 habitants. Es troba a la regió de Romangia. Limita amb els municipis d'Osilo, Sàsser, Sorso i Tergu.

## Administració
| Període | Identitat    | Partit        |
| ------- | ------------ | ------------- |
| 2006-   | Antonio Canu | Llista cívica |